# Bäjsjön
Bäjsjön är en sjö i Malung-Sälens kommun i Dalarna och ingår i Dalälvens huvudavrinningsområde. Sjön har en area på 0,144 kvadratkilometer och ligger 470,1 meter över havet. Sjön avvattnas av vattendraget Bäjsjöån.

## Delavrinningsområde
Bäjsjön ingår i det delavrinningsområde (675841-135776) som SMHI kallar för Utloppet av Stora Almsjön. Medelhöjden är 518 meter över havet och ytan är 5,85 kvadratkilometer. Räknas de 2 avrinningsområdena uppströms in blir den ackumulerade arean 12,48 kvadratkilometer. Bäjsjöån som avvattnar avrinningsområdet har biflödesordning 4, vilket innebär att vattnet flödar genom totalt 4 vattendrag innan det når havet efter 429 kilometer. Avrinningsområdet består mestadels av skog (72 procent) och sankmarker (13 procent). Avrinningsområdet har 0,14 kvadratkilometer vattenytor vilket ger det en sjöprocent på 2,5 procent.